# المجلس الدستوري (فرنسا)
المجلس الدستوري الفرنسي مؤسسة تم إنشاؤها بموجب دستور الجمهورية الفرنسية الخامسة في 4 تشرين الأول 1958، ويعمل على ضمان نزاهة الانتخابات والاستفتاءات الوطنية، وعلى عدم مخالفة القوانين واللوائح للدستور الفرنسي، كما يشارك في الأعمال البرلمانية في ظروف معينة ينص عليها الدستور. وعلى عكس المحاكم العليا الأخرى مثل المحكمة العليا الأميركية فالمجلس الدستوري الفرنسي ليس في أعلى التسلسل الهرمي للمحاكم القضائية أو الإدارية. وتكون قرارات هذا المجلس ملزمة على كل المؤسسات الفرنسية، ولكن حتى هذه السلطة محدودة في نطاق المراجعة القضائية.